# NGC 5296
NGC 5296 (другие обозначения — MCG 7-28-62, ZWG 218.44, NPM1G +44.0258, KCPG 394A, PGC 48811) — галактика в созвездии Гончие Псы.
Этот объект входит в число перечисленных в оригинальной редакции «Нового общего каталога».